# Irina Spîrlea
Irina Spîrlea (Bucarest, 26 de març de 1974) és una exjugadora de tennis romanesa que va guanyar un total de quatre títols individuals i sis de dobles en el circuit WTA. Fou guardonada amb el premi de millor tennista novell l'any 1994.
Spîrlea es va casar amb Massimiliano Pace, que fou entrenador seu, l'any 2001. Tenen un fill anomenat Tommaso nascut el 2002, i una filla de nom Francesca.
Fou la segona tennista romanesa en entrar al Top 10 del rànquing individual, i fou guardonada amb el premi de tennista revelació de l'any (1994). En el 1996 va esdevenir la primera tennista en la història de la WTA en ser desqualificada d'un partit per mala conducta quan va insultar un àrbitre en un partit disputat a Palerm.

## Palmarès: 10 (4−6)

### Individual: 10 (4−6)
| Llegenda                     |
| ---------------------------- |
| Grand Slam (0−0)             |
| WTA Tour Championships (0−0) |
| Tier I (0−2)                 |
| Tier II (1−0)                |
| Tier III (1−2)               |
| Tier IV (2−2)                |
| Tier V (0−0)                 |

| Títols per superfície |
| --------------------- |
| Dura (0−1)            |
| Gespa (0−0)           |
| Terra batuda (4−3)    |
| Moqueta (0−2)         |

| Resultat   | Núm. | Data                   | Torneig                     | Superfície   | Oponent                 | Marcador         |
| ---------- | ---- | ---------------------- | --------------------------- | ------------ | ----------------------- | ---------------- |
| Finalista  | 1.   | 27 de setembre de 1993 | Sapporo, Japó               | Moqueta (i)  | Linda Wild              | 4−6, 3−6         |
| Finalista  | 2.   | 25 d'abril de 1994     | Tàrent, Itàlia              | Terra batuda | Julie Halard-Decugis    | 2−6, 3−6         |
| Guanyadora | 1.   | 4 de juliol de 1994    | Palerm, Itàlia              | Terra batuda | Brenda Schultz-McCarthy | 6−4, 1−6, 7−6(5) |
| Finalista  | 3.   | 2 de gener de 1995     | Jakarta, Indonèsia          | Dura         | Sabine Hack             | 6−2, 6−7(6), 4−6 |
| Guanyadora | 2.   | 10 de juliol de 1995   | Palerm (2)                  | Terra batuda | Sabine Hack             | 7−6(1), 6−2      |
| Guanyadora | 3.   | 8 d'abril de 1996      | Amelia Island, Estats Units | Terra batuda | Mary Pierce             | 6−7(7), 6−4, 6−3 |
| Finalista  | 4.   | 3 de març de 1997      | Indian Wells, Estats Units  | Dura         | Lindsay Davenport       | 2−6, 1−6         |
| Finalista  | 5.   | 30 de març de 1998     | Hilton Head, Estats Units   | Terra batuda | Amanda Coetzer          | 3−6, 4−6         |
| Guanyadora | 4.   | 18 de maig de 1998     | Estrasburg, França          | Terra batuda | Julie Halard-Decugis    | 7−6(5), 6−3      |
| Finalista  | 6.   | 19 d'abril de 1999     | El Caire, Egipte            | Terra batuda | Arantxa Sánchez Vicario | 1−6, 0−6         |

### Dobles: 13 (6−7)
| Llegenda                     |
| ---------------------------- |
| Grand Slam (0−0)             |
| WTA Tour Championships (0−0) |
| Tier I (1−1)                 |
| Tier II (2−2)                |
| Tier III (2−4)               |
| Tier IV (1−0)                |
| Tier V (0−0)                 |

| Títols per superfície |
| --------------------- |
| Dura (1−1)            |
| Gespa (0−0)           |
| Terra batuda (2−3)    |
| Moqueta (3−3)         |

| Resultat   | Núm. | Data                   | Torneig               | Superfície   | Parella                 | Oponents                                   | Marcador         |
| ---------- | ---- | ---------------------- | --------------------- | ------------ | ----------------------- | ------------------------------------------ | ---------------- |
| Guanyadora | 1.   | 25 d'abril de 1994     | Tàrent, Itàlia        | Terra batuda | Noëlle van Lottum       | Sandra Cecchini Isabelle Demongeot         | 6−3, 2−6, 6−1    |
| Guanyadora | 2.   | 2 de gener de 1995     | Jakarta, Indonèsia    | Dura         | Claudia Porwik          | Laurence Courtois Nancy Feber              | 6−2, 6−3         |
| Finalista  | 1.   | 24 d'abril de 1995     | Zagreb, Croàcia       | Terra batuda | Laura Golarsa           | Mercedes Paz Rene Simpson                  | 5−7, 2−6         |
| Finalista  | 2.   | 29 de gener de 1996    | Tòquio, Japó          | Moqueta (i)  | Mariaan de Swardt       | Gigi Fernández Nataixa Zvéreva             | 6−7(7), 3−6      |
| Guanyadora | 3.   | 6 de maig de 1996      | Roma, Itàlia          | Terra batuda | Arantxa Sánchez Vicario | Gigi Fernández Martina Hingis              | 6−4, 3−6, 6−3    |
| Finalista  | 3.   | 4 de novembre de 1996  | Oakland, Estats Units | Moqueta (i)  | Nathalie Tauziat        | Lindsay Davenport Mary Joe Fernández       | 1−6, 3−6         |
| Finalista  | 4.   | 19 de maig de 1997     | Madrid, Espanya       | Terra batuda | Inés Gorrochategui      | Mary Joe Fernández Arantxa Sánchez Vicario | 3−6, 2−6         |
| Finalista  | 5.   | 2 de novembre de 1998  | Leipzig, Alemanya     | Moqueta (i)  | Manon Bollegraf         | Elena Likhovtseva Ai Sugiyama              | 3−6, 7−6(2), 1−6 |
| Finalista  | 6.   | 4 de gener de 1999     | Gold Coast, Austràlia | Dura         | Kristine Kunce          | Corina Morariu Larisa Neiland              | 3−6, 3−6         |
| Guanyadora | 4.   | 22 de febrer de 1999   | París, França         | Moqueta (i)  | Caroline Vis            | Elena Likhovtseva Ai Sugiyama              | 7−5, 3−6, 6−3    |
| Finalista  | 7.   | 19 d'abril de 1999     | El Caire, Egipte      | Terra batuda | Caroline Vis            | Laurence Courtois Arantxa Sánchez Vicario  | 7−5, 1−6, 6−7(7) |
| Guanyadora | 5.   | 20 de setembre de 1999 | Luxemburg, Luxemburg  | Moqueta (i)  | Caroline Vis            | Tina Križan Katarina Srebotnik             | 6−1, 6−2         |
| Guanyadora | 6.   | 25 d'octubre de 1999   | Linz, Àustria         | Moqueta (i)  | Caroline Vis            | Tina Križan Larisa Neiland                 | 6−4, 6−3         |

## Trajectòria

### Individual
| Open d'Austràlia | A   | A   | A  | 1R | 4R | 2R | QF | 1R | 1R | 1R  | 0 / 7 | 8 – 7  |
| Roland Garros | A   | 1R  | A  | 4R | 3R | 4R | 4R | 1R | 3R | 1R  | 0 / 8 | 13 – 8 |
| Wimbledon | A   | A   | A  | 2R | 3R | 2R | 4R | 4R | 1R | 1R  | 0 / 7 | 10 – 7 |
| US Open | A   | Q   | A  | 1R | 1R | 3R | SF | 4R | 3R | A   | 0 / 6 | 12 – 6 |
| WTA Tour Championships | A   | A   | A  | A  | A  | 1R | SF | SF | A  | A   | 0 / 3 | 4 – 3  |
| Rànquing a final d'any | 208 | 164 | 63 | 43 | 32 | 10 | 8  | 15 | 35 | 167 |       |        |
| Llegenda: G: Guanyadora; F: Finalista; SF: Semifinalista; QF: Quarts de final; Q: Qualificació; A: Absent; RR: Round Robin; |     |     |    |    |    |    |    |    |    |     |       |        |

## Guardons
- WTA Newcomer of the Year (1994)